# Harspelt

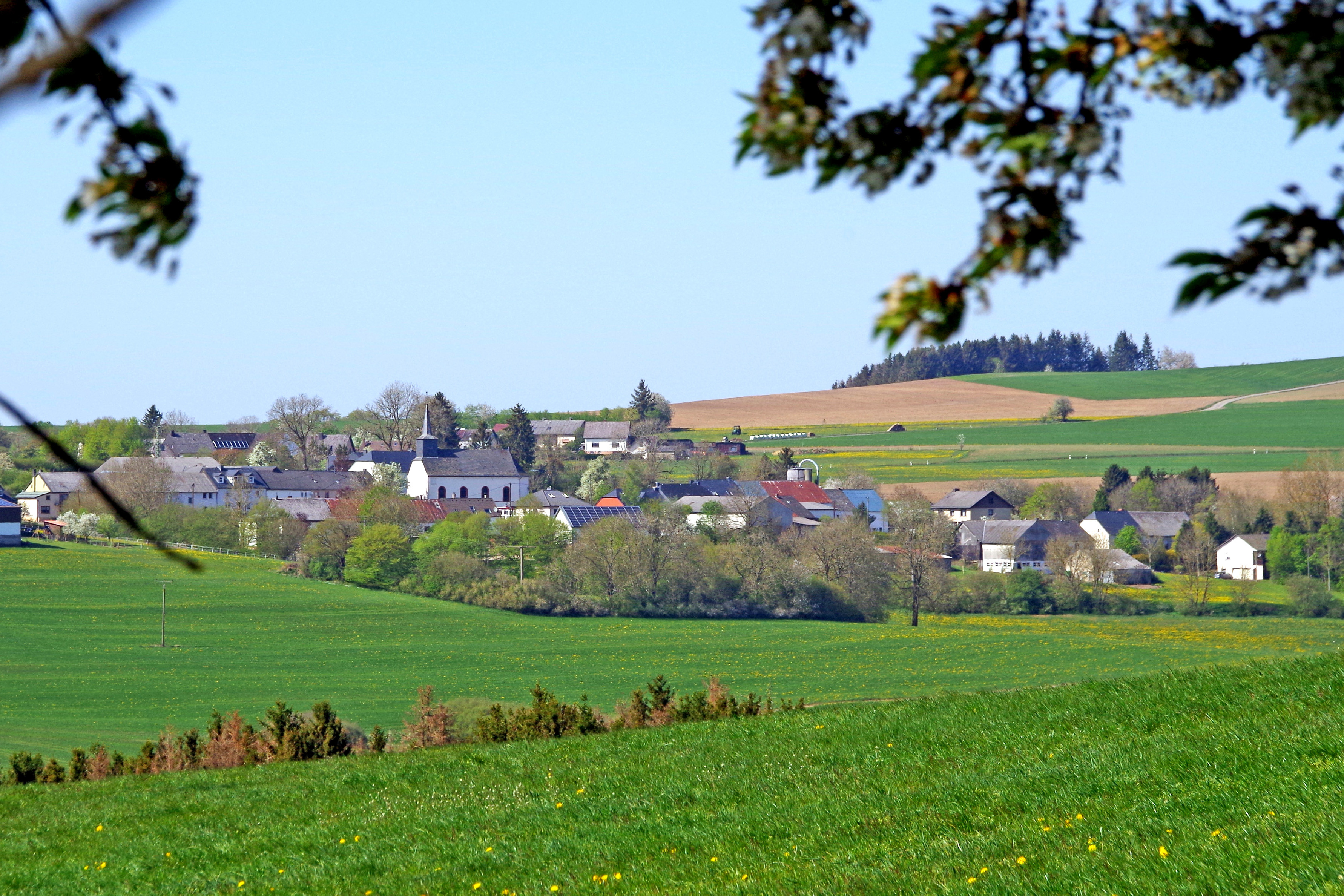
Harspelt von Süden

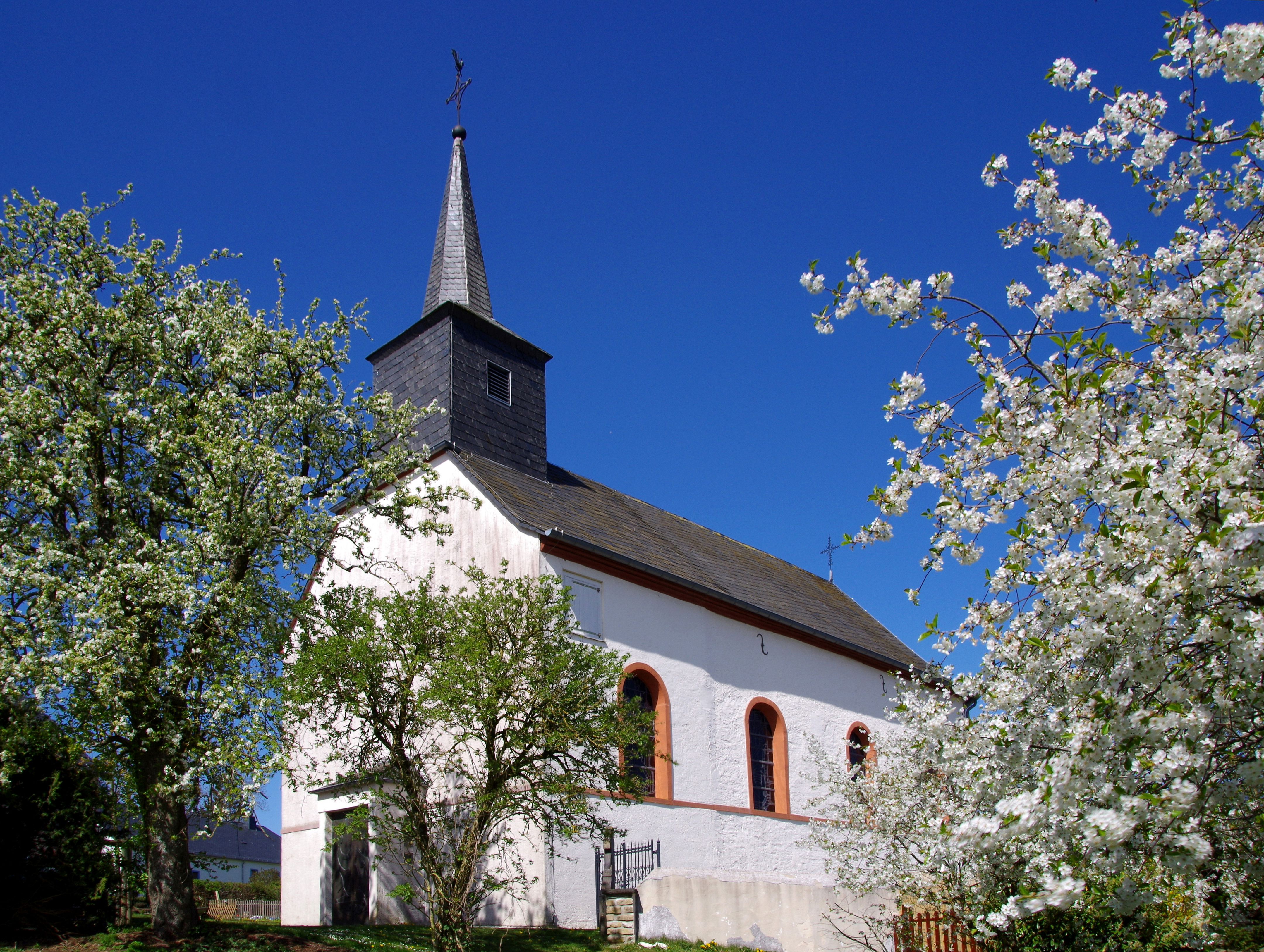
St. Maria Geburt (Harspelt), Südseite

Harspelt ist eine Ortsgemeinde im Eifelkreis Bitburg-Prüm in Rheinland-Pfalz. Sie gehört der Verbandsgemeinde Arzfeld an.

## Geographie
Der Ort liegt in der Landschaft Islek, im Westen der Eifel unmittelbar an der Staatsgrenze zu Luxemburg. Zu Harspelt gehören auch die Wohnplätze Harspeltermühle und Hubertyshof.
Mit 66 % werden zwei Drittel des Gemeindegebietes landwirtschaftlich genutzt, 30 % sind von Wald bestanden.
Nachbargemeinden sind Lützkampen im Norden, Herzfeld im Osten, Eschfeld, Roscheid und Sevenig (Our) im Süden sowie Burg-Reuland (Belgien) im Westen.

## Geschichte
Die erste urkundliche Erwähnung Harspelts stammt aus dem 11. Jahrhundert. Spätestens im 12. Jahrhundert war schon eine Pfarrkirche vorhanden. Damit ist Harspelt eine der ältesten Siedlungen in der Westeifel.
Bis Ende des 18. Jahrhunderts gehörte Harspelt zum Verwaltungs- und Gerichtsbezirk der Meierei Leidenborn in der Herrschaft Dasburg im Herzogtum Luxemburg (Quartier Vianden). Im Jahr 1794 hatten französische Revolutionstruppen die Österreichischen Niederlande, zu denen das Herzogtum Luxemburg gehörte, besetzt und im Oktober 1795 annektiert. Harspelt gehörte zum Kanton Arzfeld, der verwaltungsmäßig dem Arrondissement Bitburg im Departement der Wälder zugeordnet war. Wie die umliegenden Orte wurde Harspelt 1815 preußisch bzw. 1822 Bestandteil der Rheinprovinz. Unter der preußischen Verwaltung wurde 1816 die Bürgermeisterei Harspelt gebildet, die später vom Leidenborner Bürgermeister in Personalunion verwaltet wurde und 1927 in Amt Harspelt umbenannt wurde.
Den Ersten Weltkrieg überstand Harspelt unbeschädigt, während die Zerstörungen im Zweiten Weltkrieg gravierend waren. Pläne zur Verwüstung des Ortes im Zusammenhang mit dem Ausbau des Westwalls konnten noch verhindert werden.
Nachdem 1936 das Amt Harspelt aufgelöst worden war, ging die Gemeinde verwaltungsmäßig zunächst an das Amt Daleiden-Leidenborn und ab 1970 an die Verbandsgemeinde Arzfeld.
Ortsname
Der Name Harspelts hat sich im Verlauf der Geschichte mehrfach geändert, für die Namensherkunft existieren verschiedene Varianten. 1420 hatte der Ort den Namen „Harrespelt“, 1489 „Harspell“, 1497 „Hardespelte“ bzw. „Hartevelt“, 1511 „Haldevelt“, 1517 „Herdespelt“, 1548 „Hartespel“, 1558 „Hortevelt“ bzw. „Hartevelt“, 1589 „Hartenspelt“ und etwa ab 1600 „Harspel“ bzw. „Harspelt“.
Der Name könnte von „Herter“ stammen, was so viel wie „der Hirte“ oder „Hirtenfeld“ bedeutet, „Hardt“  als zweite Möglichkeit ist mit „Höhe, Bergrücken“ zu übersetzen. Die dritte Möglichkeit kombiniert die beiden Bestandteile „Har“ und „-spelt“. Danach hieße „Har“ aus dem Fränkischen „steiler Hügel“ und „-spelt“ Dinkel, woraus sich die vollständige Bedeutung „Dinkelhügel“ ableiten ließe.
Statistik zur Einwohnerentwicklung
Die Entwicklung der Einwohnerzahl von Harspelt, die Werte von 1871 bis 1987 beruhen auf Volkszählungen:
| Jahr | Einwohner |
| 1815 | 90        |
| 1835 | 119       |
| 1871 | 119       |
| 1905 | 115       |
| 1939 | 127       |
| 1950 | 107       |

| Jahr | Einwohner |
| 1961 | 99        |
| 1970 | 95        |
| 1987 | 93        |
| 1997 | 88        |
| 2005 | 83        |
| 2023 | 73        |

## Politik

### Bürgermeister
Dirk Wetzel ist seit dem 14. August 2019 Ortsbürgermeister von Harspelt.
Wetzels Vorgänger Nikolaus Arens hatte das Amt 50 Jahre ausgeübt und war damit bis zur Amtsübergabe an Dirk Wetzel der dienstälteste Ortsbürgermeister im Eifelkreis Bitburg-Prüm.

## Wirtschaft und Infrastruktur
Harspelt war immer ein landwirtschaftlich geprägter Ort. Die früheren Nebenerwerbsbetriebe und auch einige ehemalige Haupterwerbsbetriebe haben inzwischen aufgegeben. Zurzeit bestehen noch zwei Haupterwerbsbetriebe und eine Betriebsgemeinschaft, zu der sich fünf ehemals selbstständige Haupterwerbsbetriebe aus Harspelt und den Nachbarorten Sevenig/Our und Leidenborn zusammengeschlossen haben. Die Betriebsgemeinschaft gehört zu den größten Betrieben in Rheinland-Pfalz.
Einziger Gewerbebetrieb in Harspelt ist eine Schreinerei.

### Öffentliche Einrichtungen
Harspelt ist Standort einer Freiwilligen Feuerwehr mit 10 Mitgliedern.

## Kultur und Sehenswürdigkeiten
- Katholische Pfarrkirche Maria Geburt von 1741
- An der Ostseite des Kirchhofs stehen vier aus Schiefer gearbeitete Pfarrergrabsteine des späten 18. und des 19. Jahrhunderts
- Friedhofskapelle mit Gefallenentafeln
- Über das Gemeindegebiet sind mehrere denkmalwerte Wegekreuze verteilt
- „Reuschkapelle“ von 1920
- „Stranenkapelle“ von 1900
- „Konenkapelle“ von 1969

Siehe auch: Liste der Kulturdenkmäler in Harspelt

### Grünflächen und Naherholung
- Es bestehen örtliche Wanderwege mit einer Gesamtlänge von 30 km, markiert durch weiße Zahlen oder Buchstaben auf blauem Grund.[8]

### Regelmäßige Veranstaltungen
- Jährliches Kirmes- bzw. Kirchweihfest am zweiten Wochenende im September
- Burgbrennen am ersten Wochenende nach Aschermittwoch (sogenannter Scheef-Sonntag)[9][10]